# Podoce de Pander
Podoces panderi
Espèce
Statut de conservation UICN

 LC  : Préoccupation mineure
Le Podoce de Pander (Podoces panderi), également appelé geai des saxaouls, est une espèce de passereaux appartenant à la famille des Corvidae.